# District fédéral de l'Oural
Le district fédéral de l'Oural (en russe : Уральский федеральный округ, Ouralski federalny okroug) est l'un des huit districts fédéraux de Russie. C'est le plus occidental des trois districts asiatiques. Sa capitale est Iekaterinbourg.

## Caractéristiques
Le district fédéral de l'Oural s'étend sur 1 817 497 km2 km² (10 % du territoire fédéral).

### Indice de fécondité
| Année | Fécondité | Fécondité urbaine | Fécondité rurale |
| ----- | --------- | ----------------- | ---------------- |
| 1990  | 1,88      | 1,73              | 2,68             |
| 1991  | 1,70      | 1,55              | 2,50             |
| 1992  | 1,51      | 1,36              | 2,26             |
| 1993  | 1,33      | 1,22              | 1,91             |
| 1994  | 1,37      | 1,28              | 1,84             |
| 1995  | 1,31      | 1,22              | 1,72             |
| 1996  | 1,25      | 1,18              | 1,63             |
| 1997  | 1,22      | 1,15              | 1,55             |
| 1998  | 1,26      | 1,19              | 1,65             |
| 1999  | 1,19      | 1,10              | 1,60             |
| 2000  | 1,22      | 1,14              | 1,59             |
| 2001  | 1,27      | 1,20              | 1,60             |
| 2002  | 1,36      | 1,29              | 1,71             |
| 2003  | 1,38      | 1,32              | 1,70             |
| 2004  | 1,41      | 1,35              | 1,69             |
| 2005  | 1,36      | 1,30              | 1,66             |
| 2006  | 1,39      | 1,32              | 1,75             |
| 2007  | 1,51      | 1,41              | 1,99             |
| 2008  | 1,62      | 1,50              | 2,17             |
| 2009  | 1,67      | 1,56              | 2,19             |
| 2010  | 1,71      | 1,60              | 2,25             |
| 2011  | 1,75      | 1,63              | 2,34             |
| 2012  | 1,88      | 1,76              | 2,55             |
| 2013  | 1,91      | 1,76              | 2,69             |
| 2014  | 1,96      | 1,82              | 2,76             |
| 2015  | 1,97      | 1,87              | 2,50             |
| 2016  | 1,92      | 1,83              | 2,40             |
| 2017  | 1,76      | 1,69              | 2,15             |
| 2018  | 1,72      |                   |                  |
| 2019  | 1,62      |                   |                  |

### Structure par âge en 2010
| Total    | Total     | Total    |
| 0-14 ans | 15-64 ans | + 65 ans |
| -------- | --------- | -------- |
| 16,2 %   | 72,8 %    | 11,0 %   |
| Urbain   |           |          |
| 0-14 ans | 15-64 ans | + 65 ans |
| 15,7 %   | 73,6 %    | 10,7 %   |
| Rural    |           |          |
| 0-14 ans | 15-64 ans | + 65 ans |
| 17,8 %   | 70,0 %    | 12,2 %   |

### Âge médian en 2010
| Total    | Total  | Total  |
| Ensemble | Hommes | Femmes |
| -------- | ------ | ------ |
| 36,8     | 34,3   | 39,5   |
| Urbain   |        |        |
| Ensemble | Hommes | Femmes |
| 36,5     | 34,0   | 39,1   |
| Rural    |        |        |
| Ensemble | Hommes | Femmes |
| 38,4     | 35,6   | 41,3   |

## Subdivisions
Le district fédéral de l'Oural est composé des sujets fédéraux suivants (la capitale de chaque sujet est indiquée dans la dernière colonne) :
| Carte du district fédéral de l'Oural présentant le découpage en sujets fédéraux | 1 | Drapeau de l'oblast de Kourgan                          | Oblast de Kourgan                    | Kourgan         |
| Carte du district fédéral de l'Oural présentant le découpage en sujets fédéraux | 2 | Drapeau de l'oblast de Sverdlovsk                       | Oblast de Sverdlovsk                 | Iekaterinbourg  |
| Carte du district fédéral de l'Oural présentant le découpage en sujets fédéraux | 3 | Drapeau de l'oblast de Tioumen                          | Oblast de Tioumen                    | Tioumen         |
| Carte du district fédéral de l'Oural présentant le découpage en sujets fédéraux | 4 | Drapeau du kraï du district autonome des Khantys-Mansis | District autonome des Khantys-Mansis | Khanty-Mansiïsk |
| Carte du district fédéral de l'Oural présentant le découpage en sujets fédéraux | 5 | Drapeau de l'oblast de Tcheliabinsk                     | Oblast de Tcheliabinsk               | Tcheliabinsk    |
| Carte du district fédéral de l'Oural présentant le découpage en sujets fédéraux | 6 | Drapeau du district autonome de Iamalo-Nénétsie         | District autonome de Iamalo-Nénétsie | Salekhard       |

Les districts autonomes de Khantys-Mansis (4) et de Iamalie (6) sont deux subdivisions territoriales de l'oblast de Tioumen, mais possèdent néanmoins le statut de sujets fédéraux.

## Principales villes
| 1  | Iékaterinbourg   | 1 544 376 |
| 2  | Tcheliabinsk     | 1 189 525 |
| 3  | Tioumen          | 847 488   |
| 4  | Magnitogorsk     | 410 594   |
| 5  | Sourgout         | 396 443   |
| 6  | Nijni Taguil     | 338 966   |
| 7  | Kourgan          | 310 911   |
| 8  | Nijnevartovsk    | 283 256   |
| 9  | Kamensk-Ouralski | 164 192   |
| 10 | Zlatooust        | 161 774   |